# 금석문자경
금석문자경(일본어: 今昔文字鏡 곤자쿠모지쿄[*])은 에이아이넷이 제작하고 키노쿠니야쇼텐이 판매하는 윈도우용의 한자 검색 소프트웨어와 출력용 글꼴을 함께 묶은 입출력용 응용 소프트웨어이다. 최신판에는 12만 자 이상(프로페셔널 버전은 16만 자 이상)이 수록되어 있다.

## 소개
한자를 중심으로 한 10만 종 이상의 대규모 문자 집합을 개인용 컴퓨터로 다루는 것을 목적으로 고안된 소프트웨어이다. 일본어 Shift JIS의 코드 포인트로 모로하시 데츠지가 편찬한 《대한화사전(大漢和辞典)》에 수록된 모든 글자와, 일본어의 한자, 간체자, 방언자, 갑골문자, 전서 등의 각종 한자, 쯔놈, 수족 문자, 산스크리트어의 문자, 서하 문자, 헨타이가나, 대만어 가나 등 각종의 문자셋을 분배한 글꼴을 여러 개 준비하고, 글꼴 이름을 바꾸면서 표시하는 시스템을 사용하고 있다. 출력으로 사용하고 싶은 경우는, 글꼴을 지정할 수 있는 워드프로세서에 입력해 사용한다.
또한, 글꼴을 지정할 수 없는 소프트웨어에 정보 교환을 행하기 위해, 모든 문자를 포함하는 번호가 통칭 ‘문자경번호’로 부여되어 있고, ISO/IEC 10036에도 반영되어 있다. 이러한 문자 번호 중에, 《대한화사전》수정 제2판에 수록되는 문자는 《대한화사전》과 일치하고 있다. 다만 《대한화사전》에 두 번 이상 등록된 문자에는 번호를 붙이지 않는다. ‘-’가 붙은 번호나 《대한화사전 보권》에 수록된 문자의 번호는 일치하지 않는다.
명조체 글꼴과 일람표를 표시하는 간이 입력 소프트웨어인 Mojikyo Character Map을 무상으로 다운로드 받아 사용할 수 있다. 유상 소프트웨어에서는, 한자의 부수, 훈음, 획수 등을 사용하여 검색할 수 있고, 전서체 글꼴도 첨부되어 있다. 글꼴만 따로 구매할 수도 있다.

## 역사
1. 1985년: 후루야 도키오가 주식회사 에이아이넷을 설립하여 개발 시작
2. 1997년: 다이슈칸쇼텐에서《대한화사전》 번호의 사용 허가를 얻어 《금석문자경》 버전 1.0을 발매. 수록 자수는 약 8만 자. 같은 해 키노쿠니야쇼텐이 판매하게 되는 계약을 체결해 판매 경로 확립.
3. 1999년: 트루타입 글꼴을 탑재한 《금석문자경》 버전 2.0을 발매.
4. 2001년: 서하문자를 수록한 《금석문자경》 〈단독 한자 10만 자 판(版)〉 발매. 수록 자수 약 10만 2300자. 같은 해 해서 글꼴도 발매. 웹 데이터베이스 《문자경Web》 서비스 시작.
5. 2002년: 수록 자수를 12만 6560자로 확대 (2002년 10월 현재).
6. 2006년: 한자를 15만 자로 확장하고, 글꼴 라이선스를 부여한 프로페셔널 버전 《Indexfont》를 발매. 수록 자수는 16만 2131자.

## 같이 보기
- 유니한 데이터베이스
- JIS X 0208
- CJK 글꼴 목록